# Emmesomyia maculithorax
Emmesomyia maculithorax este o specie de muște din genul Emmesomyia, familia Anthomyiidae. A fost descrisă pentru prima dată de Stein în anul 1913.
Este endemică în Tanzania. Conform Catalogue of Life specia Emmesomyia maculithorax nu are subspecii cunoscute.